# 罗米·克默
罗米·克默（德語：Romy Kermer，1956年7月28日—），德国女子花样滑冰运动员。她曾代表东德参加1976年冬季奥林匹克运动会花样滑冰比赛，搭档罗尔夫·厄斯特赖希获得双人滑银牌。